# Баширов, Абдулла Абдулмуталипович
Абдулла Абдулмуталипович Баширов (чечен. Баширов Ӏабдула; 1894 год, Аксай, Хасавюртовский округ, Терская область — 11 января 1948 года, Махачкала, Дагестанская АССР) — советский поэт, писатель и драматург. Является автором поэтических книг на кумыкском и чеченском языках, изданных в 1920-1930 годах.

## Биография
Абдулла родился в 1894 году в селение Аксай Хасавюртовского округа Терской области.
Абдулла Баширов был дорог чеченскому и кумыкскому народам, потому что жил и творил среди них, писал на двух языках. Абдулла происходил из рода аксайских шайхов, которые вели своё происхождение от чеченского тайпа дишний. Их предки когда-то переселились из Чечни в село Эндирей, где среди привилегированного кумыкского класса утвердились как представители сословия узденей (горских дворян).
Абдулла Баширов рос в обеспеченной семье, так как происходил из состоятельной семьи Аксайских шайхов. Старший брат Далгат был уважаемым шейхом среди верующих, особенно среди чеченцев.
В возрасте 10 лет (по другим сведениям — в 11-12 лет) мать Салихат отдала Абдуллу учиться арабской грамоте сельскому мулле. Чтобы получить светское образование в гимназии, мать отправила его в город Владикавказ. Во время учёбы во Владикавказе Абдулла Баширов жил в доме известного этнографа-дагестанца Б. К. Далгата.
Однако Абдулла недолго учился в гимназии Владикавказа. В те годы в селение Аксай, в медресе, открытом шайхом Абдул-Вахабом-Хаджи Дыдымовым, работал татарский учитель по имени Исхак-Эфенди, который обучал детей новым методом (усулу-джадид). Помимо арабской грамоты Исхак-Эфенди преподавал ученикам историю, географию, арифметику и другие науки. «В начале XX в. он, избегая ареста за революционную деятельность в Поволжье, оказался на Ташораме (центр с. Аксай). В Аксае Исак-Эфенди основал свой мактаб (мусульманская начальная школа), в этом ему помогла образованная интеллигенция аула. Первыми учениками его были. Батырмурзаев, Б. Астемиров, А.-П. Салаватов, А. Баширов, Х. Акбиев и другие, ставшие впоследствии видными общественно-политическими деятелями, одними из основоположников современной литературы Дагестана».
В 1911 году юный Абдулла поступает в школу Исхака Эфенди. Там он учится с большим усердием до 1913 года. Благодаря своему новому учителю Исхаку Эфенди, Абдулла начинает проявлять интерес к знаниям и читать книги на разные темы. Абдулла-К. Ю. Абдуллатипов отмечает, что именно во время учёбы в школе Исхака Эфенди у Абдуллы появляется тяга к творчеству. С юных лет Абдулла увлекается чтением восточной и русской литературы, а затем начинает писать собственные произведения. К 1917 году Абдулла Баширов был уже зрелым для творческой деятельности. В период с 1917 по 1918 год он сотрудничает с журналом «Утренняя звезда» («Танг-Чолпан»), хотя его произведения так и не публикуются в журнале.
В 1917 году Баширов служил каптенармусом в Дагестанском конном полку. Дагестанцы сформировали два конных полка «Дикой дивизии», где служили известные поэты Махмуд из Кахабросо, Абдулла Баширов, Казияу Али, будущий основатель первого дагестанского журнала «Танг-Чолпан» и Кумыкского музыкально-драматического театра штабс-ротмистр Темир-Булат Бейбулатов и другие.
Согласно А.-К. Ю. Абдуллатипову, в это время Абдулла Баширов был близок к представителям революционно-демократической интеллигенции Дагестана, таким как Темиртау Бейбулатов, Зайналабид и Нухай Батырмурзаевы. Абдулла Баширов активно участвовал в революционной борьбе. В 1918 году он служил в рядах Красной Армии. По словам самого Абдуллы Баширова, в 1918—1919 годах он входил в состав партизанского отряда, борясь за установление советской власти в регионе.
В Чечне одним из близких друзей Абдуллы Баширова был Али Митаев, сын шайха Бамат-Гирея-Хаджи из Автуров. Накануне ареста в 1924 году, шайх А. Митаев поделился с Абдуллой своей проблемой. Из Турции при возвращении задержан его брат Умар Митаев, и Али должен был его встретить и вызволить. Но в то же время его пригласили на переговоры в ОГПУ в город Грозный. Шайх оказался перед нелегкой дилеммой: встретить родного брата или пойти на судьбоносные для чеченского народа переговоры. И Али Митаев спросил Абдуллу Баширова, как бы он поступил на его месте? На что последний посоветовал — встречу брата Умара поручить мюридам, а самому Али пригласить ОГПУ на переговоры к себе в Автуры. Абдулла Баширов считал, что, в Грозном его тоже могут вероломно арестовать, а у себя в родном селе Али Митаев будет под защитой многочисленных мюридов. Однако у Али Митаева не получилось пригласить ОГПУ в Автуры и ему пришлось выехать в Грозный. Он знал, что рискует жизнью, но шайх готов был пожертвовать собой ради достижения стабильности в родном крае. Али Митаев был арестован в Грозном и на бронепоезде вывезен в Ростов-на-Дону. По решению Тройки в 1925 году он был приговорен к высшей мере наказания.
В 1920—1930-е годы Абдулла Баширов трудился учителем литературы и рисования в сёлах Баташюрт и Аксай, преподавал в Хасавюртовском педагогическом училище и стал руководителем клуба в селе Аксай. В этот период, помимо литературного творчества, проявилась его страсть к живописи, и он создавал лозунги и плакаты.
Дагестанский филолог Гульбарият Садрутдиновна Саидова пишет:

«Среди кумыкских писателей только у Абдуллы Баширова (чеченца по происхождению), писавшего на кумыкском и чеченском языках, нашлись примеры на употребление инфинитивных предложений...»— Гульбарият Садрутдиновна Саидова
Другой ученый – Надия Магомедовна Абдуллаева отмечает:

«Особенно много глагольных словосочетаний – сложных и комбинированных – в творчестве поэта Абдуллы Баширова, ныне почти забытого, который писал на кумыкском и чеченском языках».— Надия Магомедовна Абдуллаева
Умер 11 января 1948 года, когда отбывал срок наказания в исправительно-трудовой колонии (ИТК) № 2 ОИТК МВД ДАССР в городе Махачкале. Извещение об убытии заключенного из лагеря колонии было послано в ОАГС 1 сел. Аксай.

## Семья
У Абдуллаха (Абдулла) Абдулмуталиповича Баширова было пятеро детей: сыновья Ваха (Вахарг, Лоа), Асламбек (Амин), Султан, Бадруддин и дочь Зулай (Умри).
В 1924 году Абдулла Баширов женился на чеченке Барият Дудаговой (1904 — 10.03. 1986), дочери Дудага Манаева из Мескер-Юрта (тайп ширдий). У них 9 августа 1926 года в селе Аксай родился сын Ваха (Вахарг, второе имя Лоа, умер 14.05. 1999), ставший известным чеченским поэтом, заслуженным учителем РСФСР, кавалером ордена Трудового Красного Знамени (1976) и ветераном труда (1985). В 1928 году появилась на свет дочь Умри (Умрай, Зулай, вышла замуж за чеченца Хизира Баматгириева из селения Шатой), в 1932-м — сын Амин (Асламбек), в 1934-м (по паспорту — в 1931 г.) в селе Мескер-Юрт родился сын Султан (ум. 07.04. 1964), в 1939 году — сын Бадруддин.